# Mazoon al-Mashani
Mazoon bint Ahmad Ali Al-Mashani (en árabe: ميزون بنت أحمد‎, romanizado: Mayzūn bint Aḥmad; también romanizado Maizoon o Mayzoon; 1925 - 12 de agosto de 1992) fue la segunda esposa del sultán Said bin Taimur de Omán y la madre del sultán Qaboos bin Said. La primera esposa de Said, Fatima Al-Mashani, era su prima.

## Biografía
Mazoon nació en 1925 en Dhofar Oriental, provincia sureña de Omán. Era hija del jeque Ahmad bin Ali Al-Mashani, líder de la tribu Al-Mashani, una rama de la tribu Al-Hakli. Ella era una «Jebbali», lo que la hacía miembro de una tribu montañesa.
En 1936, se convirtió en la segunda esposa del sultán Said bin Taimur. Ella era de la misma tribu y prima de su primera esposa, Fátima.[cita requerida] La ceremonia de la boda no estuvo exenta de complicaciones. En primer lugar, se interrumpió la ceremonia, porque la tribu Al-Mashani opinaba que el precio de la novia no era lo suficientemente alto. La tribu decidió secuestrar a la prometida del sultán y llevarla de regreso a las montañas. Acto seguido, la tribu Tabook, otra tribu perteneciente a Al-Hakli ubicada alrededor de las montañas de Salalah, emprendió una persecución. Lograron detener a los secuestradores y obligarlos a regresar a Salalah. Luego de estos altercados la boda se celebró con la alegría habitual. El 18 de noviembre de 1940, Mazoon dio a luz al único hijo del sultán, Qaboos, el posterior sultán y sucesor de su marido. Poco se sabe de su vida, salvo que el sultán Qaboos mantuvo una buena relación con su madre durante toda su vida.
Murió en 1992 a causa de su prolongada diabetes. El sultán Qaboos ordenó sepultarla en su región natal en Taqah. No solo era popular en su provincia natal, sino en todo Omán. Con motivo de su muerte se declaró duelo nacional durante tres días.